# Gorki (Leningrad)
|  | Per a altres significats, vegeu «Gorki». |

Gorki (en rus: Горки) és un poble (possiólok) de l'óblast de Leningrad, a Rússia, que el 2017 tenia quatre habitants, pertany al districte de Víborgski.